# 恩古马-摩内内
恩古马-摩内内（Nguma-monene）是一种出没于刚果共和国的神秘生物，又稱摸內內。在林加拉语中，Nguma-monene意为“巨蟒”。恩古马-摩内内通常被描述为背部长有特殊骨板的蜥蜴或巨蟒，与Mbielu-Mbielu-Mbielu的一些特征类似且居住在大致相同的区域。有观点认为恩古马-摩内内是幸存的棘龙。

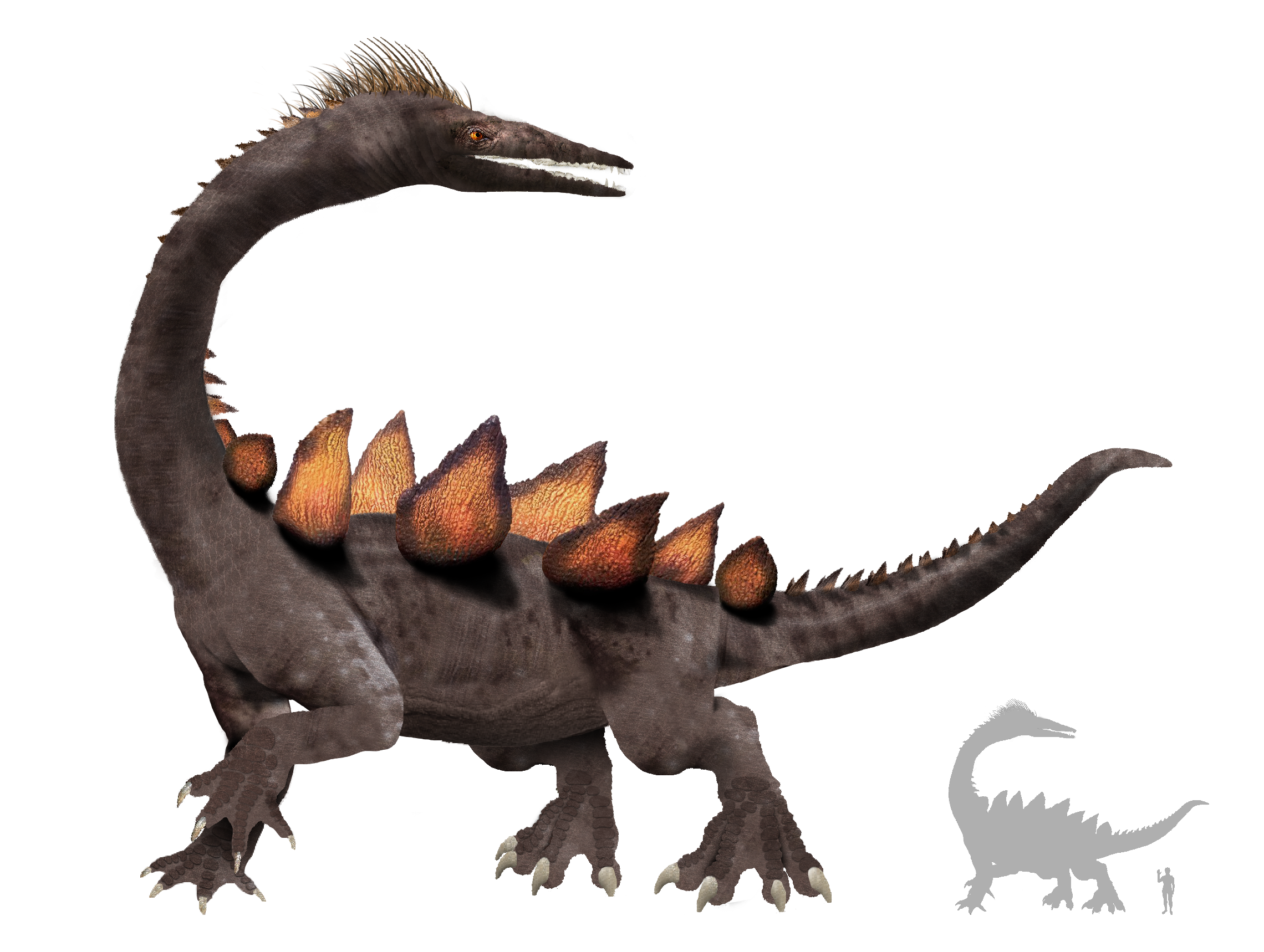
恩古马-摩内内的想象图

## 目击
在刚果共和国乌班吉河的支流Dongu-Mataba附近有两次被记录的目击报告。第一次为1961年，此次目击没有留下详细资料。第二次目击发生于10年后的1971年，牧师约瑟夫·埃利斯（Joseph Ellis）目击一只尾部长约10米（估算）、颜色接近棕色的的神秘动物。芝加哥大学生物学家罗伊·麦考尔在刚果考察活恐龙时记录了上述目击案例及其它一些讯息。

## 流行文化
- SCP基金会：SCP-1265[5]

## 另请参见
- 恩古布
- 活恐龙
- 魔克拉-姆边贝
- 埃梅拉-恩图卡
- Mbielu-Mbielu-Mbielu